# El Hadji Samba
El Hadji Malick Samba (* 2. April 1979) ist ein senegalesischer Fußballschiedsrichterassistent. Er steht als dieser seit 2008 sowie als Video-Assistent seit 2021 auf der Liste der FIFA-Schiedsrichter.

## Karriere
Als Assistent begleitete er Spiele mehrerer Klub-WMs, Olympia 2016, fünf Afrika-Cups sowie der Weltmeisterschaft 2018. Auch zur WM 2022 wurde er ins Aufgebot der Assistenten berufen, blieb jedoch ohne Einsatz.